# 马来西亚联邦法院
马来西亚联邦法院是马来西亚的终审法院，位于布城联邦直辖区的布城司法宫。联邦法院于1957年马来亚联合邦独立后成立，最早的历史可追溯到1826年，于1994年正式被称为「联邦法院」。
1985年以前，马来西亚联邦法院是马来西亚的第二级法院，位列于英格兰的英国枢密院之下。马来西亚联邦法院在1985年后成为马来西亚的终审法院。自2025年，首席大法官为旺阿末法立。

## 历史

### 英治时期

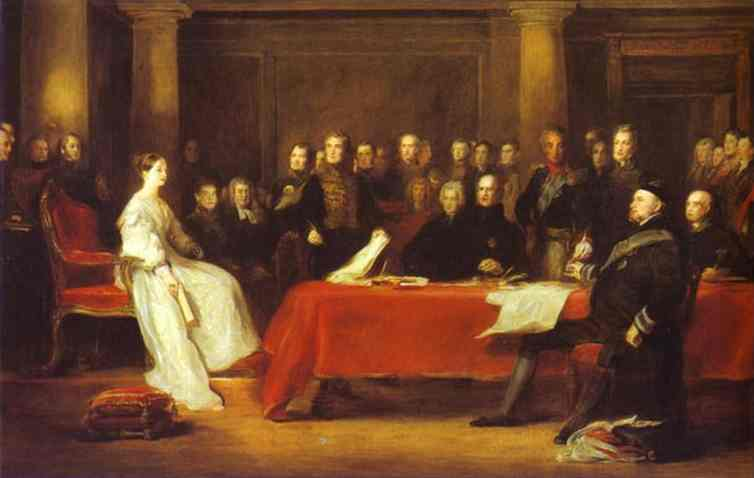
維多利亞女皇在1837年登基首日，主持樞密院會議的情景。

马来西亚联邦法院最早的前身是威尔斯王子岛（现槟城），新加坡和马六甲的司法院（Court of Judicature），依据由英国官方于1826年11月27日通过英王制诰所颁布的「第二次司法宪章」而设。该司法院由海峡殖民地总督和市镇委员会所主持，另一名法官则被称为「记录法官」（Recorder）。1855年8月12日的「第三次司法宪章」对该法院进行了重组，从此该法院拥有两位「记录法官」。
1867年4月1日，海峡殖民地成为英国君主的直辖殖民地后，司法法院也正式更名为「海峡殖民地最高法院」（Supreme Court of the Straits Settlements），而总督和市镇委员会也不再是该法院的法官。
1873年，英国官方针对海峡殖民地最高法院进行了一次修例，修例后海峡殖民地被分为两个地域部门，分别是由首席大法官和高级法官所组成的新加坡和马六甲部门；以及由槟城和普通法官所组成的槟城部门。自1873年起，海峡殖民地最高法院也开始受理和检讨由上诉法院在民事诉讼方面所作出的裁决。1878年，海峡殖民地最高法院法官的管辖权和居住地不再像从前被限制在某个区域，而这也表示英国官方将会废除海峡殖民地最高法院的地域分工制度。海峡殖民地最高法院所作出的裁决可以通过英国上诉法院进行上诉，然后为女王會同樞密院（Queen-in-Council），后者的上诉则是由枢密院司法委员会进行审理。
1885年，海峡殖民地立法议会通过立法，自此海峡殖民地最高法院由首席大法官和3名法官组成。1907年，海峡殖民地最高法院被分为两个部门，分别是负责审理民事和刑事案的部门；以及负责审理上述有关民事和刑事案的部门。
在馬來亞日佔時期（1942-1945）期间，所有由英国运作的法庭被日本军方接管。1942年5月29日，日本军政府成立了一个名为「昭南高等法院」的马来亚最高法院和一个上诉法院，但上诉法院从未开庭审案。
第二次世界大战结束后，英国恢复了战前在马来亚的所有法院。当海峡殖民地于1946年解散时，司法制度没有发生任何的变化。由于新加坡成为直辖殖民地和马来亚联合邦的成立，海峡殖民地最高法院自此被更名为「新加坡最高法院」。槟城和马六甲的法院则与马来亚其他地区的法院合并组建「马来亚联合邦最高法院」（Supreme Court of the Federation of Malaya）。

### 独立建国
自1957年马来亚联合邦独立后，英殖民所留下来的司法与法院制度就一直被保留下来直到马来亚联合邦，沙巴，砂拉越和新加坡于1963年组建马来西亚联邦后，马来亚联合邦最高法院更名为「马来西亚联邦法院」（Federal Court of Malaysia）。1963年起，马来西亚的司法权归于马来西亚联邦法院、马来亚高等法院、婆罗洲高等法院（现为沙巴及砂拉越高等法院）和新加坡高等法院（该法院取代了殖民时期的新加坡最高法院）所有。而新加坡高等法院所作出的裁决可在位于吉隆坡的马来西亚联邦法院提起上诉，然后再向英国枢密院提起上诉。
然而，新加坡与马来西亚的司法合并并没有持续下去，这是因为在1965年，马来西亚第一任首相东姑阿都拉曼在马来西亚国会通过紧急动议将新加坡州逐出马来西亚联邦。同年8月9日，新加坡独立建国。然而新加坡被逐出马来西亚联邦后的往后四年内，新加坡高等法院仍然是马来西亚联邦法院结构的一部分，新加坡高等法院所作出的裁决依然可在马来西亚联邦法院进行上诉。直到1969年，新加坡国会颁布了《1969年最高法院司法法令》（Supreme Court of Judicature Act 1969）来规范新加坡的司法系统。自此，新加坡高等法院不再隶属于马来西亚联邦法院。

### 取消英国枢密院的终审权
1985年以前，马来西亚联邦法院是马来西亚的第二级法院，位列于英格兰的英国枢密院之下。当时英国枢密院也是马来西亚的最高终审法院。1978年1月1日，马来西亚政府在国会通过修宪，取消英国枢密院对马来西亚刑事和宪法事务上的终审权，之后在1985年1月1日相继取消枢密院对马来西亚民事上诉的终审权，自此英国枢密院不再是马来西亚的最高终审法院。而马来西亚政府废除枢密院的终审权后，马来西亚联邦法院更名为「马来西亚最高法院」。取消英国枢密院的终审权意味着马来西亚高等法院的案件只能进行一次上诉，为了完善司法「二次上诉」制度，时任首相马哈迪·莫哈末领导的联邦政府于1994年设立了马来西亚上诉法院。1994年6月24日，马来西亚最高法院再次更名为「马来西亚联邦法院」。

### 1988年马来西亚司法危机
1988年马来西亚司法危机是指一系列发生在马来西亚的宪政危机，其可追溯到1987年巫统（UMNO）的党选开始，直到最高法院主席（Lord President of the Supreme Court）沙列阿巴斯以及2位最高法院大法官被革除职务为止。马来西亚联邦政府依据《马来西亚联邦宪法》奉行三权分立制度，而最高法院作为司法的最高机构，在1988年司法危机前相当独立，其运作完全不受行政机构以及立法机构的干扰。普遍上被人们认为是司法机构独立终结的时代是在马来西亚时任首相马哈迪·莫哈末于1988年5月革除最高法院主席沙列阿巴斯的职务后开始。此次事件也导致了马来西亚的司法独立被削弱。

## 法官
马来西亚联邦法院由联邦首席大法官、上诉法院主席、马来亚大法官、沙巴及砂拉越大法官以及其他11名联邦法院法官组成。此外，首席大法官也是马来西亚三权分立制度下司法权的最高领导。所有的联邦法院法官皆由最高元首陛下在首相以及马来统治者会议的建议下委任。所有联邦法院法官也必须在年满66岁时退休。

### 现任联邦法院法官
联邦法院现任的12名法官中，共有6名女法官及6名男法官，哈斯娜哈欣是第三位担任马来亚大法官的女性，阿兹莎娜瓦维是第一位担任沙巴及砂拉越大法官的女性。林瑞龙则是目前唯一的华裔法官。
现任联邦法院法官名单如下：
| 姓名                                                    | 性别 | 生日                    | 母校                                           | 委任日期       | 法定退休日期   | 在任时长   | 先前的高级司法职位                                                               |
| ------------------------------------------------------- | ---- | ----------------------- | ---------------------------------------------- | -------------- | -------------- | ---------- | -------------------------------------------------------------------------------- |
| 睿智的 拿督 旺阿末法立 （联邦首席大法官）               | 男性 | 1962年11月13日 （62岁） | 西伦敦大学                                     | 2025年7月18日  | 2029年11月12日 | 33天       | 高等法院法官（2019－2014） 上诉法院法官（2024－2025）                            |
| 睿智的 拿督 阿布巴卡贾斯 （上诉法院主席）               | 男性 | 1962年6月27日 （63岁）  | 马来亚大学 伦敦大学                            | 2023年6月13日  | 2028年12月26日 | 2年，68天  | 高等法院法官（2016－2019） 上诉法院法官（2019－2023） 联邦法院法官（2023－2025） |
| 睿智的 拿督 哈斯娜哈欣 （马来亚高等法院大法官）         | 女性 | 1959年5月15日 （66岁）  | 马来亚大学                                     | 2019年12月5日  | 2025年11月14日 | 5年，258天 | 高等法院法官（2012－2016） 上诉法院法官（2016－2019） 联邦法院法官（2019－2024） |
| 睿智的 拿督 阿兹莎娜瓦维 （沙巴及砂拉越高等法院大法官） | 女性 | 1962年1月9日 （63岁）   | 马来亚大学                                     | 2025年7月18日  | 2028年1月8日   | 33天       | 高等法院法官（2014－2019） 上诉法院法官（2019－2025）                            |
| 睿智的 拿督 娜丽妮                                      | 女性 | 1959年8月23日 （65岁）  | 伦敦大学 威斯敏斯特大學                        | 2018年11月26日 | 2026年2月22日  | 6年，267天 | 高等法院法官（2009－2014） 上诉法院法官（2014－2018）                            |
| 睿智的 拿督 扎巴丽亚                                    | 女性 | 1959年4月11日 （66岁）  | 马来亚大学                                     | 2019年12月5日  | 2025年10月10日 | 5年，258天 | 高等法院法官（2013－2016） 上诉法院法官（2016－2019）                            |
| 睿智的 拿督 羅德茲紮麗雅布江                            | 女性 | 1961年11月5日 （63岁）  | 马来亚大学                                     | 2020年3月25日  | 2028年5月4日   | 5年，148天 | 高等法院法官（2010－2017） 上诉法院法官（2017－2020）                            |
| 睿智的 拿督 诺丁哈山                                    | 男性 | 1963年7月13日 （62岁）  | 马来西亚国际伊斯兰大学                         | 2023年1月17日  | 2030年1月12日  | 2年，215天 | 高等法院法官（2017－2020） 上诉法院法官（2020－2023）                            |
| 睿智的 拿督 哈尼帕                                      | 女性 | 1959年5月23日 （66岁）  | 马来亚大学 亚伯大学                            | 2024年3月18日  | 2025年11月22日 | 1年，155天 | 高等法院法官（2013－2018） 上诉法院法官（2018－2024）                            |
| 睿智的 拿督 瓦兹尔                                      | 男性 | 1962年1月3日 （63岁）   | 新加坡国立大学 亚伯大学 马来西亚国际伊斯兰大学 | 2024年3月18日  | 2028年7月2日   | 1年，155天 | 高等法院法官（2015－2019） 上诉法院法官（2019－2024）                            |
| 睿智的 拿督 阿末特里鲁丁                                | 男性 | 1968年4月12日 （57岁）  | 马来亚大学                                     | 2024年11月12日 | 2034年10月11日 | 281天      | 总检察长（2023－2024）                                                           |
| 睿智的 拿督 林瑞龙                                      | 男性 | 1960年11月26日 （64岁） | 马来亚大学                                     | 2025年5月20日  | 2027年5月25日  | 92天       | 高等法院法官（2014－2019） 上诉法院法官（2019－2025）                            |

## 所在地
马来西亚联邦法院的所在地为位于布城联邦直辖区（行政首都）的布城司法宫，在2000年前则是位于吉隆坡联邦直辖区（法定首都）的苏丹阿都沙末大厦里。